# عاموس تفيرسكي
عاموس ناثان تفيرسكي، (بالعبرية : עמוס טברסקי) ولد في 16 مارس 1937- وتوفي في 2 يونيو عام 1996) عالم إسرائيلي في علم النفس الرياضي ووالعلم الاستدراكي ، باحث مشترك مع دانيال كانمان واحد مكتشفي نظام الانحياز المعرفي البشري والتعامل مع المخاطر.
ونركز عمله في وقت مبكر مع كانمان على التنبؤ النفسي واحتمالية الأحكام. عمل مع دانيال كانمان معا لتطوير نظرية الاحتمال، والتي تهدف إلى شرح الخيارات الاقتصادية غير عقلانية للإنسان والذي يعتبر واحدا من الأعمال المؤثرة من الاقتصاد السلوكي.
بعد ست سنوات من وفاة تفيرسكي، وبعد تلقي كانمان جائزة نوبل عام 2002 في الاقتصاد للعمل الذي قام به بالتعاون مع عاموس تفيرسكي. قال كانيمان لصحيفة نيويورك تايمز في مقابلة معه بعد وقت قصير من تلقي الجائزة:"أشعر بإنها جائزة مشتركة فقد كنّا كالتوأم لأكثر من عقد من الزمان."

## نشأته
ولد تفيرسكي في حيفا، في فترة الانتداب البريطاني على فلسطين. خدم في الجيش الإسرائيلي رقي إلى رتبة نقيب ووحاز وسام الشجاعة. تلقى تعليمه الجامعي في الجامعة العبرية في القدس ، وعلى الدكتوراه من جامعة ميشيغان في آن أربور في 1964. درّس فيما بعد في الجامعة العبرية، قبل أن ينتقل إلى جامعة ستانفورد. في عام 1980 أصبح زميلا في الأكاديمية الأمريكية للفنون والعلوم . في عام 1984 حاز على زمالة ماك آرثر ، وعام 1985 انتخب للأكاديمية الوطنية للعلوم . كان متزوجامن باربرا تفيرسكي، وهي الآن أستاذة في قسم التنمية البشرية في كلية المعلمين، جامعة كولومبيا. شاركت في استلام جائزة نوبل مع دانيال كانمان، وقد حصلت بدورها على جائزة (Grawemeyer) من جامعة لويزفيل عام 2003 في علم النفس.
سبب وفاة تفيرسكي هو سرطان الجلد. .